# № 2 (фрегат, 1798)
№ 2 — парусный фрегат Каспийской флотилии Российской империи, находившийся в составе флота с 1798 по 1809 год, один из пяти фрегатов типа «Кавказ». В течение службы совершал плавания в Каспийском море вплоть до берегов Персии, использовался для охраны купеческого мореплавания, принимал участие в войне с Персией 1803—1813 годов. По окончании службы был разобран в Астрахани.

## Описание судна
Парусный деревянный фрегат типа «Кавказ», одно из пяти судов этого типа, строившихся для нужд Каспийской флотилии на Казанской верфи с 1784 по 1798 год. Длина судна по сведениям из различных источников могла составлять от 30,48 до 30,5 метра, ширина от 7,9 до 7,92 метра, а осадка от 2,4 до 2,44 метра. Вооружение судна по сведениям из различных источников составляли от двенадцати до четырнадцать 6-фунтовых орудий и до шести полуфунтовых фальконетов.

## История службы
Фрегат № 2 был заложен на стапелях Казанской верфи 23 декабря 1796 (3 января 1797) года и после спуска на воду 24 апреля (5 мая) 1798 года вошёл в состав Каспийской флотилии России. Строительство фрегата вели кораблестроители А. Г. Степанов и В. Д. Власов.
С 1799 по 1802 год выходил в плавания в Каспийское море до берегов Персии для охраны российских купеческих судов.
Принимал участие в русско-персидской войне 1804—1813 годов. В кампании 1803 и 1804 годов занимал пост у острова Сара, а в 1805 году выходил в крейсерские плавания к персидским берегам.
По окончании службы в 1809 году фрегат № 2 был разобран в Астрахани.

## Командиры фрегата
Командирами фрегата № 2 в составе Российского императорского флота в разное время служили:
- Ф. С. Салманов (1798—1799 годы);
- П. И. Нелидов (1803 год);
- И. Г. Степанов (1804—1805).

### Комментарии
1. ↑  Также в рамках серии были построены фрегаты «Кавказ», «Астрахань», «Кизляр» и № 1[1].
2. ↑  100 футов[2].
3. ↑  26 футов[2].
4. ↑  8 футов[2].